# Hemidactylus imbricatus
Hemidactylus imbricatus là một loài thằn lằn trong họ Gekkonidae. Loài này được Bauer, Giri, Greenbaum, Jackman, Dharne & Shouche mô tả khoa học đầu tiên năm 2008.